# Sadza

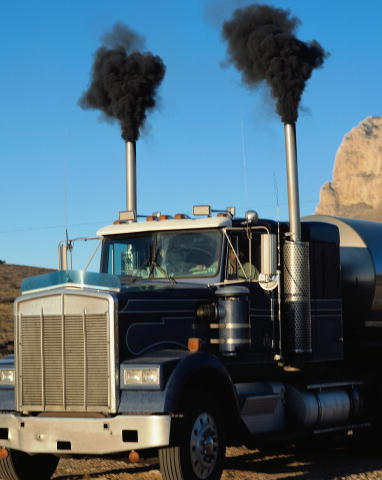
Kłęby sadzy wydobywające się ze źle wyregulowanego silnika Diesla

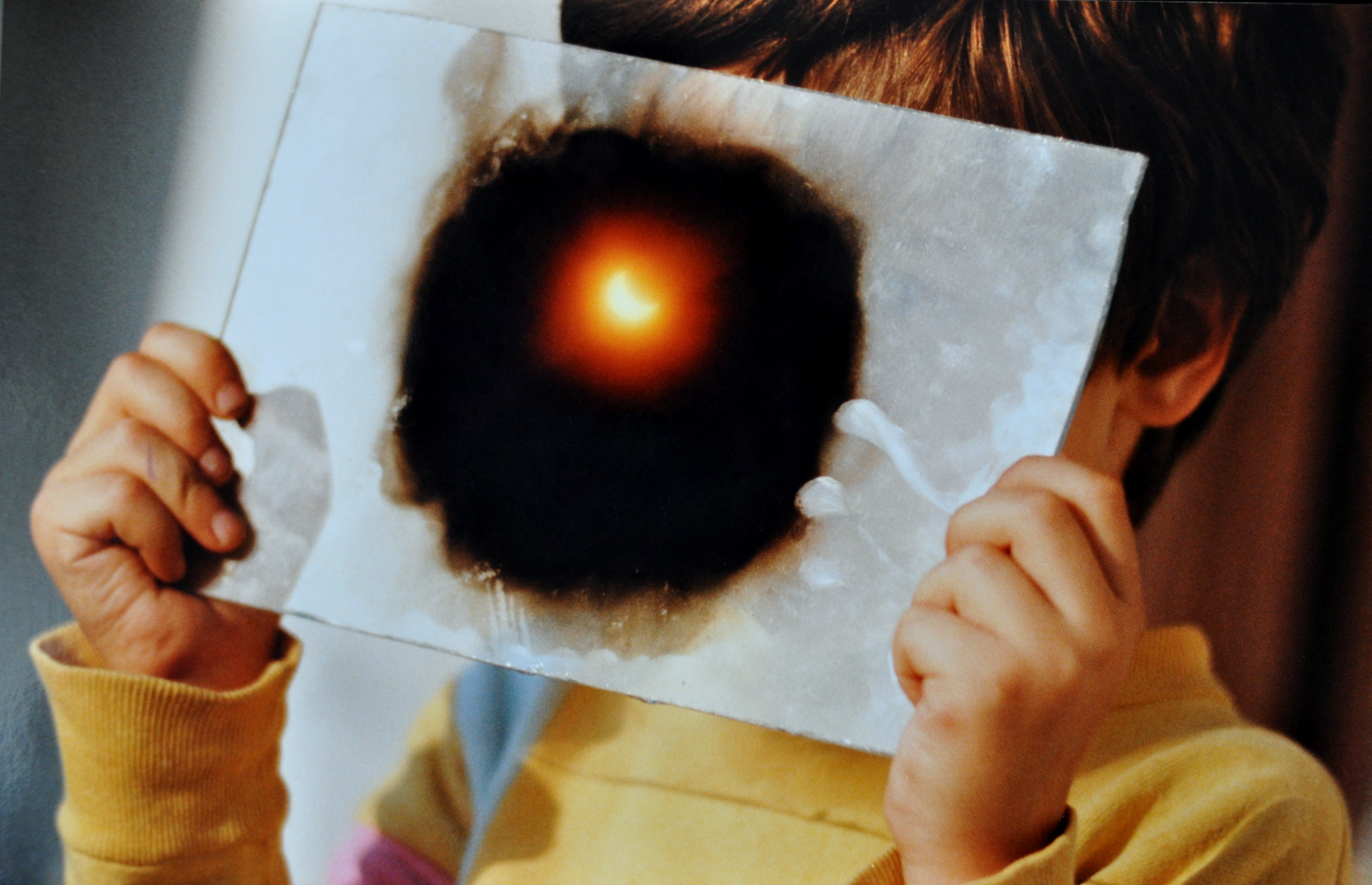
Obserwacja zaćmienia słońca przez okopcone szkło

Sadza (pot. kopeć) – produkt powstający w trakcie niepełnego spalania paliw i innych materiałów zawierających w swoim składzie chemicznym znaczne ilości węgla. Głównym, choć nie jedynym, składnikiem sadzy jest amorficzna postać węgla. Oprócz tego sadza zawiera zwykle drobne struktury grafitopodobne, niewielkie ilości fulerenów i struktur fulerenopodobnych oraz resztki spalanych substancji organicznych, np: tłuszcze i popiół.

## Mechanizm formowania
Sadza w istocie powstaje w wyniku nie tyle spalania, ile pirolizy paliw, która towarzyszy procesowi spalania. W przypadku spalania z występowaniem płomienia sadza zaczyna formować się w najbardziej gorącej części płomienia (zwykle białej lub niebieskiej), gdzie występuje wysoka temperatura i deficyt tlenu. W takich warunkach paliwa organiczne ulegają rozkładowi do krótkich, prostych lub cyklicznych węglowodorów nienasyconych (np: acetylenu czy cyklobutadienu), odpowiednich karborodników oraz gazowego wodoru. Powstające karborodniki i nienasycone węglowodory rekombinują szybko z sobą na skutek czego powstają struktury quasipolimeryczne, które następnie zbijają się w struktury sferyczne, w których zaokludowany jest wodór.
W kolejnym etapie, po opuszczeniu najbardziej gorącej strefy płomienia, ze struktur sferycznych uwalnia się wodór na skutek procesu dyfuzji i jednocześnie świeżo utworzone struktury sferyczne zbijają się w stałe kłębki i łańcuchy. Proces ten ma miejsce w tej części płomienia, która ma barwę jasnożółtą. Typowa temperatura formowania się sadzy to ok. 1400 °C. Jeśli gorąca strefa płomienia jest wystarczająco duża i zawiera wystarczająco dużo tlenu to wówczas pierwotne struktury sferyczne zamiast ulec zbiciu w sadzę ulegają procesowi utleniania i płomień nie generuje sadzy.

## Wpływ na klimat
Drobne cząstki sadzy (o wielkości poniżej 2,5  µm) unoszące się w powietrzu tworzą aerozol zwany czarnym węglem, który jest jednym z głównych składników smogu. Światowe emisje antropogeniczne czarnego węgla wynoszą ok. 4,8 mln ton rocznie, z czego ponad połowa przypada na Azję. Cząsteczki sadzy wpływają na zmianę klimatu, ponieważ absorbują światło widzialne oraz podczerwień, przez co wpływają na bilans cieplny Ziemi. Wymuszanie radiacyjne spowodowane przez antropogeniczne emisje szacowane jest na {\displaystyle +0{,}4\ \mathrm {\tfrac {W}{m^{2}}} } (od {\displaystyle +0{,}05} do {\displaystyle +0{,}8\ \mathrm {\tfrac {W}{m^{2}}} }). Wpływ sadzy na klimat wynika nie tylko z bezpośredniej obecności w atmosferze, ale również ze zmiany albedo powierzchni Ziemi, szczególnie na obszarach przykrytych śniegiem i lodem. Czarny węgiel ma wpływ m.in. na topnienie lodowców na Grenlandii, gdyż jego obecność powoduje, że ich powierzchnia jest ciemniejsza i pochłania większą część światła słonecznego.

## Sadza jako zjawisko szkodliwe
Sadza stanowi poważny problem w instalacjach grzewczych opalanych węglem. Jej osadzanie się w instalacji kominowej może być przyczyną pożaru, a wydostająca się z kominów jest uciążliwym zanieczyszczeniem powietrza i powierzchni, na którą opada. Ponadto hamuje wypływ spalin z komina, w skrajnych przypadkach grożąc zatruciem spalinami. Sadza generuje się również podczas spalania drewna, gdy ścianki komory spalania są jeszcze dość zimne, a nadmiar powietrza do spalania jest nieznaczny. Sadza jako niespalona forma węgla jest przyczyną spadku sprawności urządzeń grzewczych i przez to większego zużycia paliwa.
Istnieje wiele badań naukowych sugerujących, że wdychanie powietrza zawierającego sadzę może powodować różnego rodzaju schorzenia układu oddechowego, krwionośnego i powodować zmiany nowotworowe.

## Zastosowania

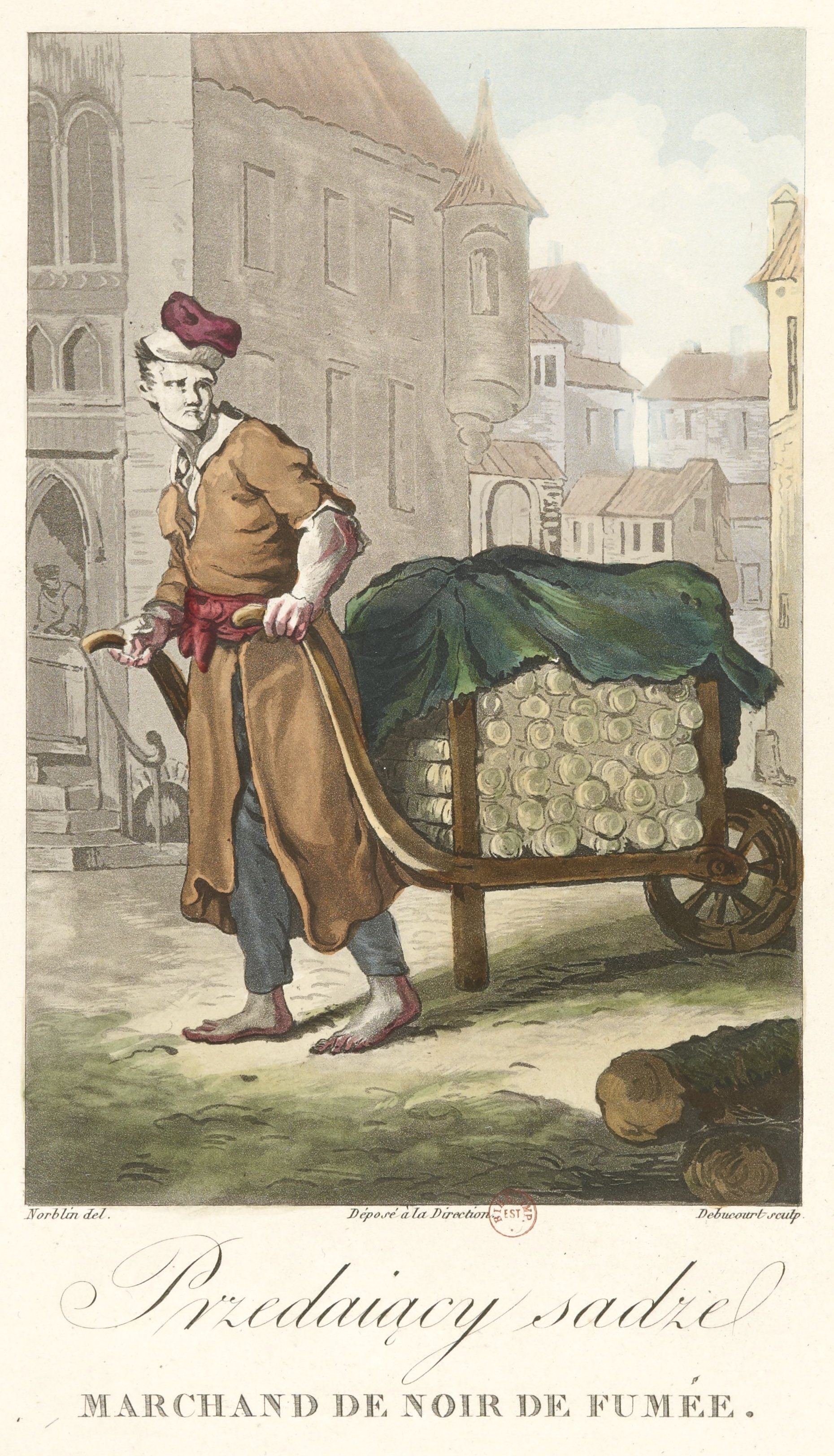
"Sprzedający sadzę" przedstawiony na XVIII-wiecznym rysunku Jana Norblina

Sadza jest głównym i najtańszym źródłem amorficznego węgla. Amorficzny węgiel jest stosowany w przemyśle przy produkcji opon samochodowych, smarów, a także jako pigment wyrobu farb oraz do barwienia i fotostabilizacji tworzyw sztucznych, tuszów drukarskich, a także jako składnik materiałów wybuchowych. Amorficznego węgla nie należy jednak utożsamiać z sadzą - gdyż jest on zwykle produkowany w kontrolowanych warunkach, a otrzymana sadza, zanim zostanie zastosowana w praktyce musi przejść proces oczyszczania z resztek organicznych i popiołu. W Polsce jej produkcją zajmuje się jedynie fabryka w Jaśle (województwo podkarpackie).
Sadza jest również historycznym pigmentem stosowanym w produkcji czarnych lakierów szlachetnych. Zmieszana z szelakiem rozpuszczonym w alkoholu jest używana do wykonywania imitacji laki japońskiej, tzw. japonizacji.